# Спасское (Одинцовский район)
Спасское — деревня в Одинцовском районе Московской области, в составе сельского поселения Ершовское. Население 9 человек на 2006 год. До 2006 года Спасское входило в состав Каринского сельского округа.
Деревня расположена на северо-западе района, в 12 километрах на запад от Звенигорода, на левом берегу реки Рузделька, высота центра над уровнем моря 164 м.
Впервые в исторических документах Спасское встречается в писцовой книге 1558 года, как деревня  Спаская на речке на Молодельне, тянувшая к селу Каринскому и принадлежащая Савво-Сторожевскому монастырю. После секуляризационной реформы 1764 года деревня Спасская слободка числилась в Покровской волости, на 1800 год в ней был 21 двор, 122 мужчины и 118 женщин. На 1852 год в казённой Спасской слободке числилось 43 двора, 123 души мужского пола и 152 — женского, в 1890 году — 277 человек. По Всесоюзной переписи 17 декабря 1926 года числилось 42 хозяйства и 205 жителей, школа первой ступени; по переписи 1989 года — 9 хозяйств и 13 жителей.